# 日本シェパード犬登録協会
一般社団法人日本シェパード犬登録協会（にほんシェパードけんとうろくきょうかい、ドイツ語: Japanischer Verein　für Deutsche Schäferhunde）は、シェパード犬の展覧会及び訓練競技会の開催、公認訓練士の養成指導、資格証発行などの事業を通じて、優秀な作業犬の作出、育成、改良繁殖の活動をしている一般社団法人。

## 概要
公益社団法人日本シェパード犬登録協会(JSV)は、世界ドイツシェパード犬団体連盟（WUSV）に加盟している日本で唯一のドイツシェパード犬の単犬種登録団体である。毎年行われるWUSV総会において日本の加盟団体として、日本のもう一つのWUSV加盟団体であり使役犬育成団体である公益社団法人日本警察犬協会（PD）と共に正式に招かれている。JSVは2014年WUSV総会に通常通り出席し議決権を行使している。

## 沿革
- 1928年 - 日本シェパード犬倶楽部誕生
- 1933年 - 日本シェパード犬研究会設立
- 1934年 - 日本シェパード犬協会（JSV）設立
- 1936年 - 社団法人化（農林水産省所管）
- 1948年 - 種畜法人日本シェパード犬登録協会に改組
- 1951年 - 社団法人日本シェパード犬登録協会に改組
- 1974年 - 世界ドイツシェパード犬団体連盟（WUSV）に加盟
- 2012年9月 - 公益社団法人化（内閣総理大臣認定）
- 2023年9月-一般社団法人化

## 主な事業
シェパード犬の各種登録証の発行
- 血統登録・血統書
- 繁殖犬籍簿・種犬選定犬籍登録

シェパード犬の展覧会及び訓練競技会等の開催
- 日本ジーガー展覧会
- 特別日本ジーガー展覧会
- 日本訓練ジーガー競技会
- アマチュア訓練ジーガー競技会
- 日本単課目訓練ジーガー競技会
- WUSV世界訓練選手権大会日本代表選考競技会

広報誌「Shepherd」の発行
公認訓練士の養成指導及び試験に伴う資格証発行
- 服従訓育試験
- 種族訓育試験
- 防衛犬試験
- 警務犬試験
- 捜索犬試験